# Hejnov (Holčovice)
Hejnov (něm. Heindorf) je část obce Holčovice v okrese Bruntál. Nachází se na severovýchodě Holčovic.
Hejnov je také název katastrálního území o rozloze 4,82 km2.

## Název
České Hejnov vzniklo z německého Heindorf. Původní podoba německého jména mohla být Heinendorf či Hanendorf odvozená od osobního jména Heino či Hanno, což byly domácké podoby jména Heinrich (pak místní jméno znamenalo "Heinova/Hannova ves"), nelze vyloučit i podobu Heidendorf - "Ves ve vřesovišti".

## Vývoj počtu obyvatel
Počet obyvatel Hejnova podle sčítání nebo jiných úředních záznamů:
| Rok            | 1869 | 1880 | 1890 | 1900 | 1910 | 1921 | 1930 | 1950 | 1961 | 1970 | 1980 | 1991 | 2001 |
| -------------- | ---- | ---- | ---- | ---- | ---- | ---- | ---- | ---- | ---- | ---- | ---- | ---- | ---- |
| Počet obyvatel | 481  | 424  | 368  | 330  | 324  | 298  | 333  | 174  | 231  | 211  | 183  | 142  | 133  |

1. ↑  všichni Němci; z toho 250 řím. kat., 83 evang.

V Hejnově je evidováno 72 adres : 69 čísel popisných (trvalé objekty) a 3 čísla evidenční (dočasné či rekreační objekty). Při sčítání lidu roku 2001 zde bylo napočteno 63 domů, z toho 46 trvale obydlených.

## Galerie

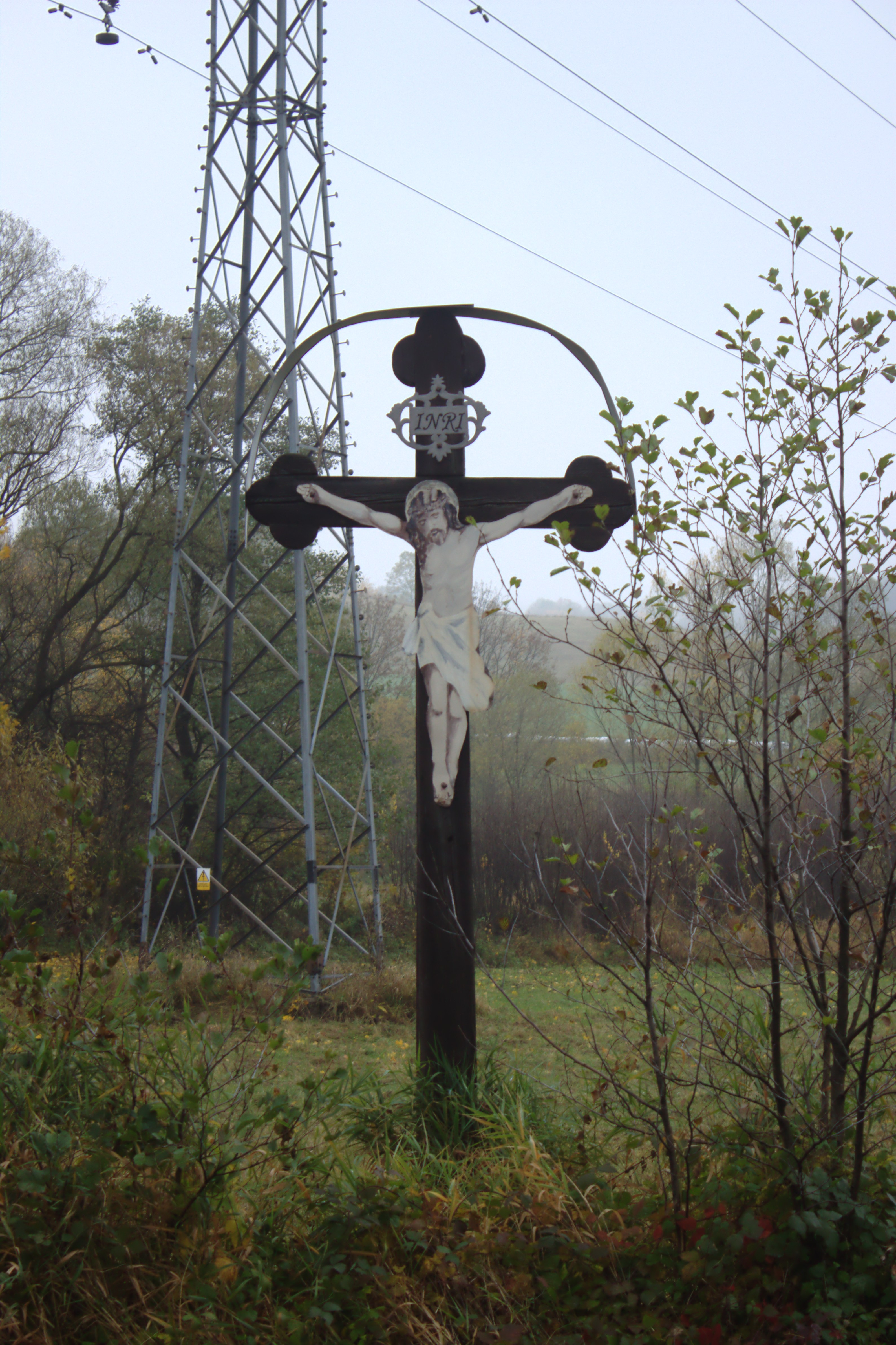
Kříž
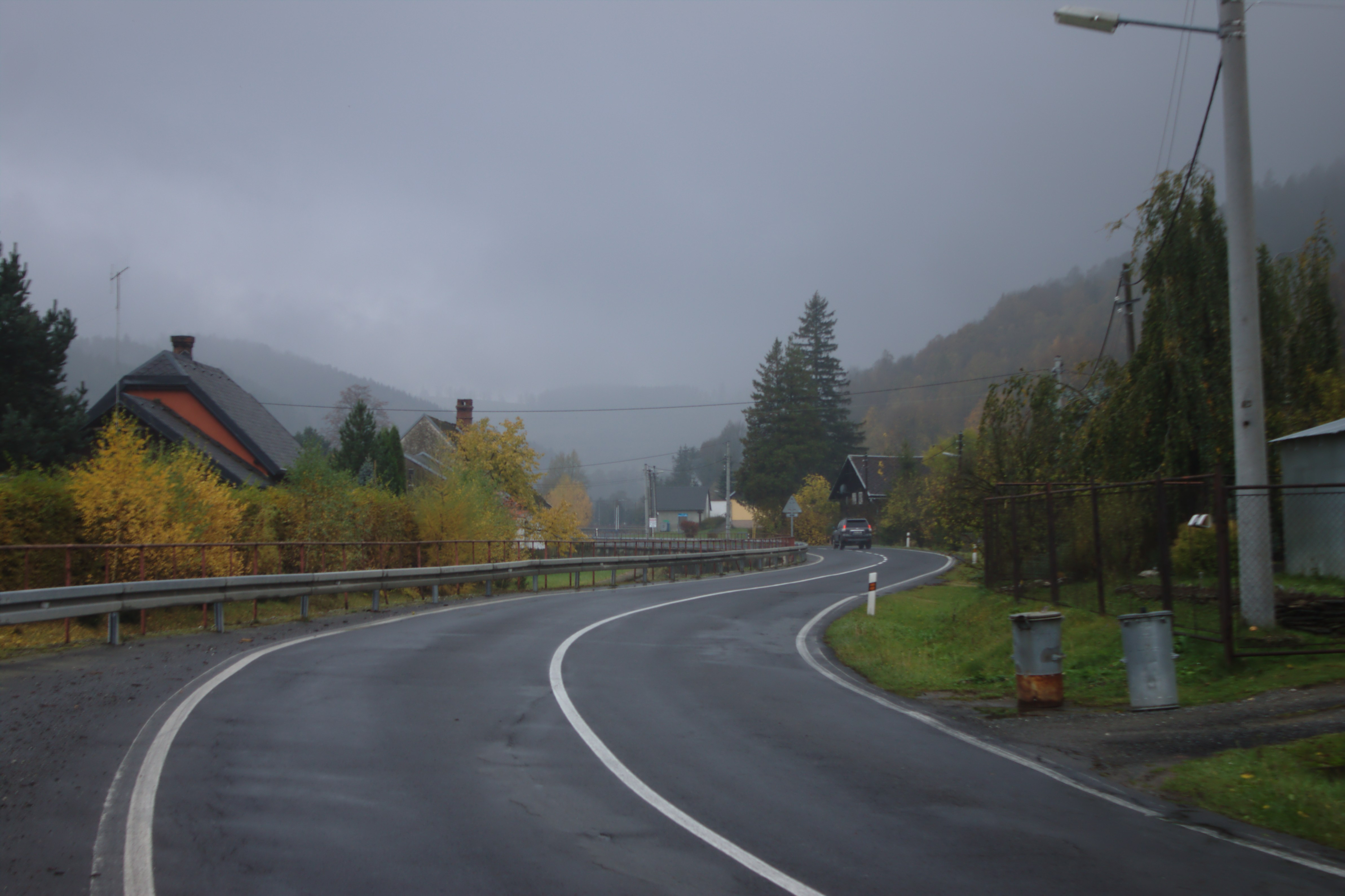
Silnice
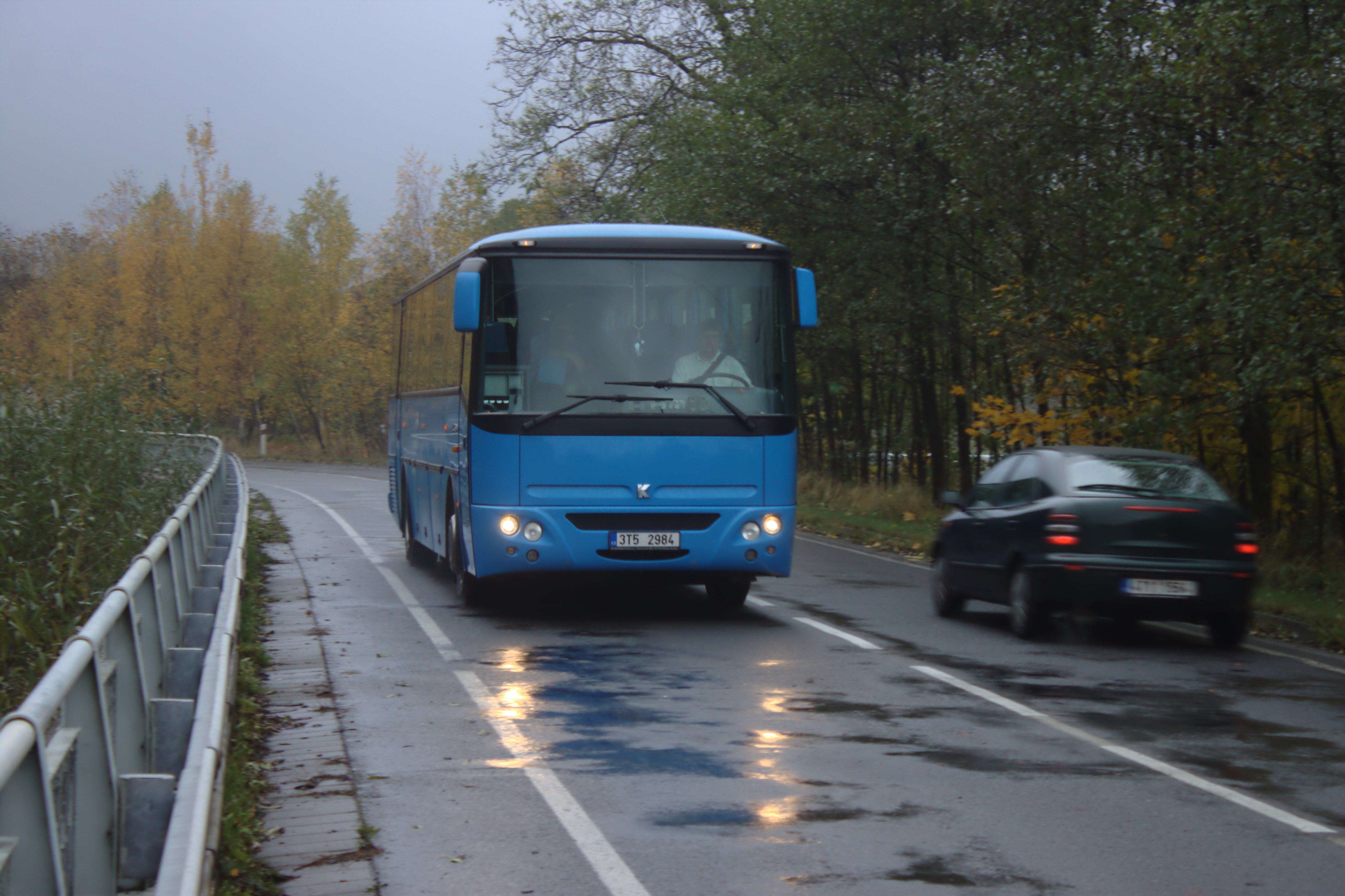
Autobus